# Vickers Vimy
El Vickers Vimy fue un bombardero pesado de la Primera Guerra Mundial, fabricado por Vickers en el Reino Unido para la Real Fuerza Aérea, aunque sólo algunos escasos ejemplares entraron en servicio antes del final de la guerra. 
Después del armisticio, conoció una segunda carrera en el sector civil, utilizado como avión de transporte de pasajeros y en la consecución de récords de distancia de vuelo, entre los que figura el primer cruce sin escalas del Océano Atlántico, entre Canadá e Irlanda, realizado por Alcock y Brown en junio de 1919, convirtiéndose de ese modo en el primer vuelo transatlántico, lo que supuso un hito en la historia de la aviación. 

## Desarrollo
Contemporáneo del V/1500, el Vickers Vimy representó la última generación de los bombarderos pesados británicos de la Primera Guerra Mundial. Fue desarrollado por Rex Pierson y fabricado por la Vickers Company. Estaba destinado al ataque de blancos alejados del frente, ubicados en el interior de Alemania. Al igual que el V/1500, la concepción del Vimy preveía una autonomía capaz de hacerlo volar hasta Berlín.
El proyecto data de finales de la primavera de 1917. En el mes de agosto de 1917 fueron encargados tres prototipos, y el primer vuelo tuvo lugar el 30 de noviembre del mismo año.
El avión recibió el nombre de "Vimy" en memoria de un destacado hecho de armas británico, que tuvo lugar en el municipio de Vimy al norte de Francia (Pas-de-Calais) del 9 al 12 de abril de 1917, cuando las tropas canadienses consiguieron tomar la colina de la localidad (cota 145 m) al precio de 3598 muertes.
En marzo de 1918 tuvo lugar un primer encargo de 150 unidades, habiéndose previsto alcanzar los mil ejemplares. Sólo tres aviones Vimy llegaron a formar parte de destacamentos operativos antes de que la firma del armisticio interrumpiera su carrera bélica, cancelándose la mayor parte de los contratos de producción inicialmente previstos. El número final de aparatos construidos se elevó a sólo 221 ejemplares.

## Diseño

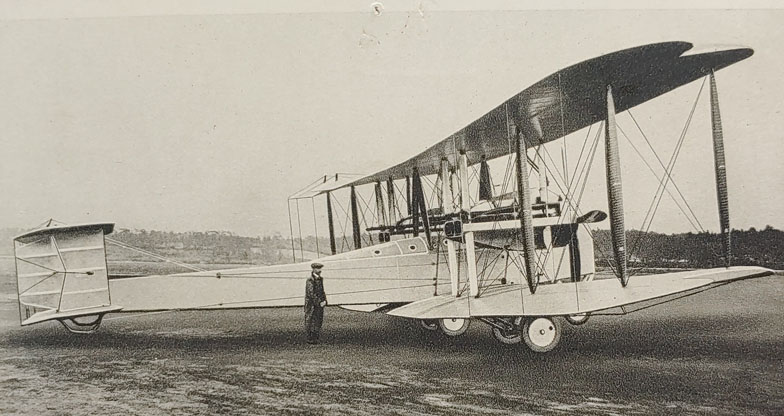
Vista lateral del Vickers F.B.27 Vimy.

El Vickers F.B.27 Vimy era un bombardero pesado, diseñado para acomodar a una tripulación de tres hombres junto con una carga útil de 12 bombas. Además de la cabina del piloto, que se colocó justo delante de las alas, había dos puestos más para artilleros (situados detrás de las alas y en el morro de la aeronave respectivamente) provisto cada uno con una ametralladora Lewis Mk.III montada sobre un anillo Scarff, aunque el puesto trasero generalmente no se montó durante el período de entreguerras. La munición comprendía un máximo de cuatro tambores de repuesto en la cabina delantera, mientras que hasta seis tambores podían almacenarse en la parte trasera.
La mayor parte del armamento principal del Vimy eran bombas de 250 libras estibadas verticalmente dentro del fuselaje, entre los mástiles de la sección inferior del mismo; una carga útil típica consistía en 12 bombas. En algunas variantes podían cargarse hasta 18 bombas utilizando varias posiciones externas, en función de la potencia disponible de los motores. Para el combate naval, el Vimy podía también armarse con un par de torpedos. Para mejorar la exactitud de los bombardeos, fue equipado con un visor de bombardero. El equipo estándar también incluía dos portabengalas construidos por Michelin.
El Vimy estuvo propulsado por diversos motores. Debido a las dificultades de suministro del motor, los prototipos se probaron con varios tipos de propulsores, incluidos el Sunbeam Maori, el motor radial Salmson 9Zm refrigerado por agua y el Fiat A.12bis, antes de que se emitieran órdenes de producción con motores BHP Puma de 230 hp, Fiat de 400 hp, y Liberty L-12 de 360 hp. Se realizaron en total 776 pedidos antes del final de la Primera Guerra Mundial. De estos, solamente los aviones propulsados por el motor Rolls-Royce Eagle VIII, conocidos como Vimy IV, fueron entregados a la RAF.

## Historia operacional
Contrariamente al Handley-Page V/1500, el Vimy tuvo una larga carrera en la posguerra, tanto en el campo civil como en el militar. 

### Uso militar

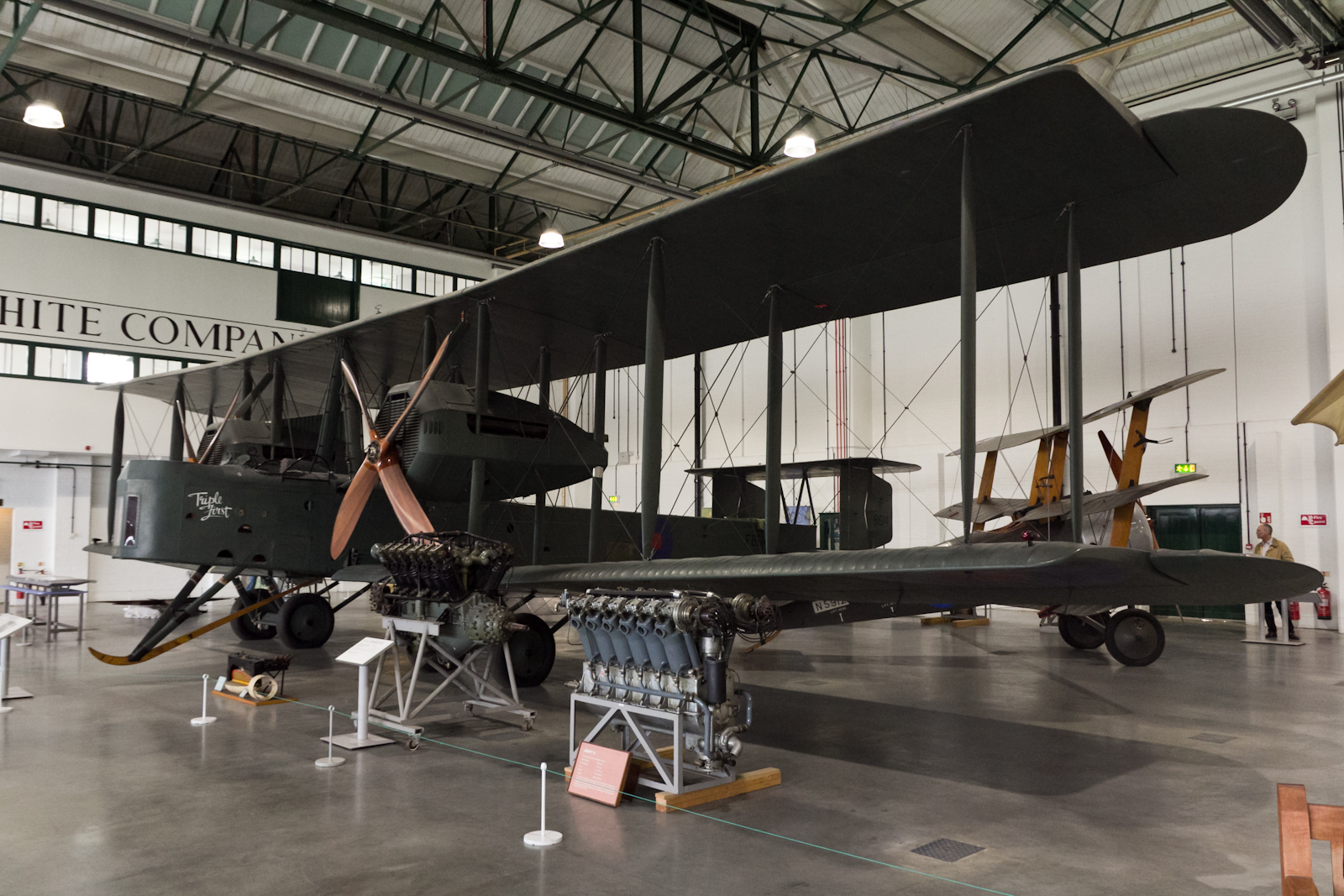
Réplica de un Vimy con pintura de camuflaje en el Museo de la Real Fuerza Aérea Británica de Londres.

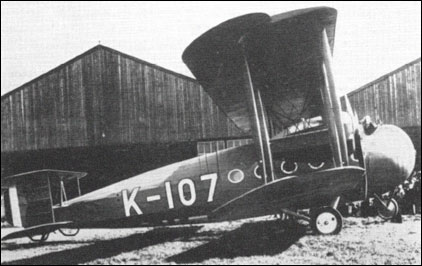
Vimy Commercial en tierra.

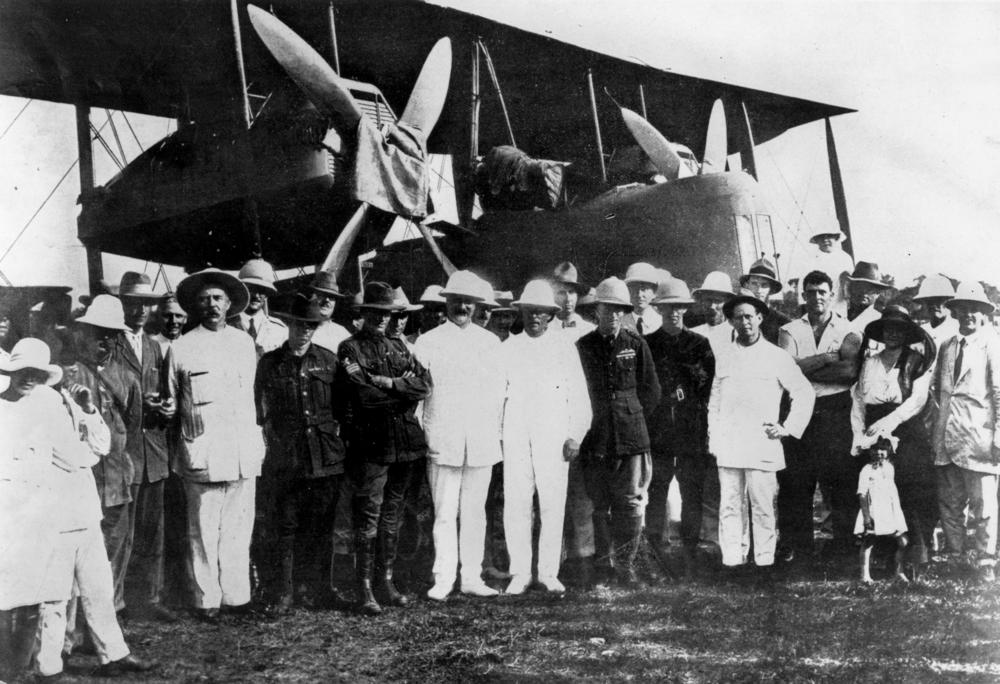
Vimy en Australia en 1920, tras completar su vuelo desde Londres.

Diferentes versiones militares vieron la luz bajo las denominaciones de Mk I a Mk IV. En el periodo inmediato al final de la guerra, nueve escuadrillas de la Real Fuerza Aérea utilizaron el Vimy en Oriente Medio y algunos destacamentos de instrucción lo emplearon también en Gran Bretaña. El Vimy fue empleado también en Oriente Próximo de 1919 a 1925, antes de ser reemplazado por el Virginia. En Irlanda del Norte continuó siendo utilizado hasta 1929. 

### Empleo comercial
Durante el período de entreguerras, el Vimy se transformó en un avión de transporte de pasajeros. Recibió entonces el nombre de «Vimy-Commercial», produciéndose esta versión civil (destinada en particular a la exportación), a partir de 1919. 
El 13 de abril de 1919 despegó por primera vez desde el Joy Green Airfield de Kent un Vickers Vimy modificado para el transporte comercial, dando origen a la versión civil, el F.B.28 Vimy Commercial.
En abril de 1922, la República de China hizo un pedido de 100 ejemplares del Vimy Commercial, pero el suministro del encargo nunca llegó a completarse. 

### Récords
Muchos vuelos de servicios postales de largo recorrido se efectuaron por primera vez con los Vimy, que también sirvieron para batir numerosos récords de distancia.
Su récord más espectacular fue la primera travesía del océano Atlántico en sentido oeste-este sin escalas, realizada por el capitán John Alcock y el teniente Arthur Whitten Brown. El 14 de junio de 1919 despegaron desde Saint Jonh en Terranova, y tras recorrer 3032 kilómetros, aterrizaron al día siguiente en una zona pantanosa de Clifden, en Irlanda. Su aparato está expuesto en el Museo de Ciencias de Londres.
Otros logros notables fueron el primer vuelo desde Londres hasta Australia, efectuado en varias etapas por Ross y Keith Smith en 1919, o el vuelo de Londres hasta Sudáfrica, efectuado el 4 de febrero de 1920 por Pierre van Ryneveld y Quintin Brand.
En 1993, el Nacional Geographic patrocinó la reconstrucción de un Vimy. Su primer gran viaje en 1994 lo llevó desde Londres hasta Australia, reproduciendo el primer viaje de 1919. En 2005, el aventurero americano Steve Fossett atravesó el Atlántico a bordo de la réplica del Vimy.

## Variantes
F.B.27 Vimy
Prototipos, propulsados por dos motores Hispano-Suiza 8 de 150 kW (200 hp), cuatro construidos.
F.B.27A Vimy II
Bombarderos pesados bimotores para la RAF, propulsados por dos motores Rolls-Royce Eagle VIII de 220 kW (300 hp).
Vimy Ambulance
Versión de ambulancia aérea para la RAF.
Vimy Commercial
Versión de transporte civil, propulsada por dos Rolls-Royce Eagle VIII de 220 kW (300 hp) y más tarde por Rolls-Royce Eagle IX de 270 kW (360 hp).
A.N.F. 'Express Les Mureaux'
Vimy Commercial N.º 42 remotorizado con dos Lorraine 12Da V-12 de 280 kW (370 hp) por ANF Les Mureaux.

## Operadores

### Militares
Reino Unido
- Real Fuerza Aérea Británica: Vimy, Vimy Ambulance y Vernon.

### Civiles
| República de China - Gobierno de la República de China (Vimy Commercial). Unión Soviética - Un avión. | Francia - Grands Express Aériens (Vimy Commercial). España - Gobierno de España (Vimy). | Reino Unido - Imperial Airways (Vimy Commercial). - Instone Air Line (Vimy Commercial). |

## Especificaciones
Referencia datos: Profile Publications No. 005: Vickers F.B.27 Vimy

### Características generales
- Tripulación: Tres (piloto y dos artilleros; en tándem)
- Longitud: 13,3 m (43,6 ft)
- Envergadura: 20,8 m (68,1 ft)
- Altura: 4,8 m (15,6 ft)
- Superficie alar: 123,6 m² (1330 ft²)
- Peso vacío: 3222 kg (7101,3 lb)
- Peso máximo al despegue: 4937 kg (10 881,1 lb)
- Planta motriz: 2× motor lineal V12 refrigerado por líquido Rolls-Royce Eagle VIII.
  - Potencia: 268 kW (369 HP; 364 CV) cada uno.

### Rendimiento
- Velocidad máxima operativa (Vno): 161 km/h (100 MPH; 87 kt)
- Alcance: 1448 km (782 nmi; 900 mi)
- Techo de vuelo: 2134 m (7001 ft)
- Potencia/peso: 0,11 kW/kg

### Armamento
- Ametralladoras: 

  - 2x Lewis de 7,7 mm en anillo Scarff en el morro y en el centro del fuselaje
- Bombas: 1123 kg

## Aeronaves relacionadas

### Desarrollos relacionados
- Vickers Vernon
- Vickers Virginia

### Aeronaves similares
- Gotha G
- Handley Page Type O

### Secuencias de designación
- Secuencia F.B._ (interna de Vickers (Fighting Biplane)): ← F.B.24 - F.B.25 - F.B.26 Vampire - F.B.27 Vimy
- Secuencia Numérica (interna de Vickers): 50 - 51 - 54 - 55 - 56 -- 62 - 63 - 64 - 66 - 67 - 68 - 69 →